# حمام غنج علي خان
حمام غنج علي خان (بالفارسية: حمام گنجعلیخان) هو حمام تاريخي يعود إلى السلالة الصفوية، ويقع في كرمان.